# Microtropis chlorocarpa
Microtropis chlorocarpa är en benvedsväxtart som beskrevs av Merrill och Freeman. Microtropis chlorocarpa ingår i släktet Microtropis och familjen Celastraceae. Inga underarter finns listade.